# إريك داوسون
إريك داوسون (بالإنجليزية: Eric Dawson)‏ مواليد 7 يوليو 1984 في سان أنطونيو، هو لاعب كرة سلة أمريكي. بدأ مسيرته الاحترافية في سنة 2007. يحمل الرقم 35. يبلغ طوله 6 قدم 9 بوصة (2.1 م).

## المسيرة الاحترافية
لعب مع جونجو كي سي سي إجيس في سنة 2011، ثم لعب مع سان أنطونيو سبرز في سنة 2012، ثم لعب مع ميرالكو بولتز في سنة 2013.

## روابط خارجية
- إريك داوسون على موقع إن بي أي (الإنجليزية)
- إريك داوسون على موقع دوري السوبر التايواني لكرة السلة (الصينية)
- إريك داوسون على موقع سبورتس رفرنس (الإنجليزية)
- إريك داوسون على موقع كرة السلة الأوروبية.كوم (الإنجليزية)
- إريك داوسون على موقع إي إس بي إن.كوم (الإنجليزية)
- إريك داوسون على موقع ريلجم (الإنجليزية)
- إريك داوسون على موقع بروبوليرز (الإنجليزية)
- إريك داوسون على موقع سبورتس رفرنس (الإنجليزية)
- إريك داوسون على موقع سبورتس رفرنس (الإنجليزية)